# Grant Park 165
Grant Park 165, var ett stockcarlopp ingående i Nascar Cup Series som kördes över 75 varv (165 miles, 265,542 km) på den 2,140 mile (3,444 km) långa stadsbanan Chicago Street Course i Chicago, Illinois 2023-2025. Loppet debuterade 2 juli 2023 och ersatte Kwik Trip 250 som kördes på Road America. Debutloppet var från början tänkt att köras 220 miles (354,056 km) uppdelat på 100 varv men fick kortas på grund av regn och mörker. Oktober 2023 meddelade Nascar att loppet skulle kortas till 75 varv, 165 miles (265,542 km). Loppet saknade namnsponsor och var istället uppkallat efter den park loppet delvis kördes igenom.
Efter kontraktet på tre lopp löpt ut valde Nascar att stryka loppet från tävlingskalendern.

## Tidigare namn
- Grant Park 220 (2023)[3]

## Vinnare genom tiderna
| Säsong | Datum  | Nr | Förare              | Team                 | Konstruktör | Distans | Distans         | Tid     | Snitthastighet (mph) | Rapport | Ref          |
| Säsong | Datum  | Nr | Förare              | Team                 | Konstruktör | Varv    | Miles (km)      | Tid     | Snitthastighet (mph) | Rapport | Ref          |
| ------ | ------ | -- | ------------------- | -------------------- | ----------- | ------- | --------------- | ------- | -------------------- | ------- | ------------ |
| 2023   | 2 juli | 91 | Shane Van Gisbergen | Trackhouse Racing    | Chevrolet   | 78      | 171,6 (276,163) | 2:50.48 | 60,281               | Rapport | [ 6 ]        |
| 2024   | 7 juli | 48 | Alex Bowman         | Hendrick Motorsports | Chevrolet   | 58      | 127,6 (205,351) | 2:19.24 | 54,921               | Rapport | [ 8 ]        |
| 2025   | 6 juli | 88 | Shane Van Gisbergen | Trackhouse Racing    | Chevrolet   | 75      | 165 (265,542)   | 2:28,17 | 66,764               | Rapport | [ 9 ] [ 10 ] |

### Förare med flera segrar
| Antal segrar | Förare              | År         |
| ------------ | ------------------- | ---------- |
| 2            | Shane Van Gisbergen | 2023, 2025 |

### Team med flera segrar
| Vinster | Team              | År         |
| ------- | ----------------- | ---------- |
| 3       | Trackhouse Racing | 2023, 2025 |

### Konstruktörer efter antal segrar
| Antal segrar | Konstruktör | År         |
| ------------ | ----------- | ---------- |
| 2            | Chevrolet   | 2023, 2024 |